# Форуш-де-Вале-де-Фигейра
Форуш-де-Вале-де-Фигейра (порт.  Foros de Vale de Figueira) - фрегезия (район) в муниципалитете Монтемор-у-Нову округа Эвора в Португалии. Территория – 67,05 км². Население   – 1 065 жителей. Плотность населения – 15,9 чел/км².